# Teoria del complotto sulle armi biologiche ucraine
La teoria del complotto sulle armi biologiche ucraine è emersa nel marzo 2022 durante l'invasione russa dell'Ucraina, quando i funzionari russi hanno affermato che le strutture sanitarie pubbliche in Ucraina fossero "biolaboratori segreti finanziati dagli Stati Uniti" che presumibilmente sviluppavano armi biologiche. Tale tesi è stata bollata come disinformazione da diversi media, scienziati gruppi e organismi internazionali,ma non ci sono prove a smentire o a convalidare la teoria. L'affermazione è stata amplificata dal Ministero degli Affari Esteri cinese e dai media statali cinesi. L'affermazione è stata promossa anche da QAnon e ha ottenuto il sostegno dei gruppi di estrema destra negli Stati Uniti
Scienziati russi, dentro e fuori la Russia, hanno accusato pubblicamente il governo russo di mentire sulle prove di "laboratori di armi biologiche" segrete in Ucraina, affermando che i documenti presentati dal ministero della Difesa russo descrivono agenti patogeni raccolti per la ricerca sulla salute pubblica. L'affermazione dei "laboratori di armi biologiche" è stata confutata anche da Stati Uniti, Ucraina, Nazioni Unite, e dal Bulletin of the Atomic Scientists.

## Accuse del Cremlino e diffusione della teoria del complotto

### Funzionari russi e cinesi e media statali
Sia i funzionari russi che quelli cinesi hanno mosso accuse nel tentativo di rafforzare la teoria del complotto. I sostenitori russi hanno incluso il ministro degli Esteri Sergey Lavrov, il leader della Russia Unita Dmitrij Medvedev, l'account Twitter ufficiale dell'ambasciata russa a Sarajevo, e i media statali russi Sputnik e TASS. Il ministero degli Esteri cinese ha chiesto un "resoconto completo" delle "attività militari biologiche dell'Ucraina in patria e all'estero".
L'11 marzo, la Russia ha convocato una riunione alle Nazioni Unite per discutere in merito alle accuse, che Reuters ha descritto come un tentativo di riaffermare le accuse senza prove. Ciò ha portato le Nazioni Unite a dire che non c'erano prove di un programma di armi biologiche dell'Ucraina, mentre gli Stati Uniti e i suoi alleati hanno accusato la Russia di diffondere l'affermazione come preludio al potenziale lancio di attacchi biologici o chimici da parte della Russia.
Nel luglio 2022, due membri della Duma di Stato russa hanno annunciato che un'indagine della commissione sui biolaboratori ha scoperto che l'Ucraina aveva somministrato ai suoi soldati farmaci che "neutralizzano completamente le ultime tracce di coscienza umana e li trasformano nei mostri più crudeli e mortali", e che queste erano le prove di "un sistema per il controllo e la creazione di una crudele macchina omicida è stato implementato sotto la gestione degli Stati Uniti".

#### Inchieste ufficiali degli Stati Uniti e della Federazione Russa
Nel giugno 2022 la Federazione Russa, dopo aver presentato la propria versione attraverso i media statali, ha presentato domande ufficiali agli Stati Uniti ai sensi dell'articolo V della Convenzione sulle armi biologiche e tossiche (BWC). Le risposte degli Stati Uniti, pubblicate nell'agosto 2022, accusano la Russia di una serie di "caratteristiche errate". Gli Stati Uniti affermano inoltre che il documento inviato dalla Russia non conteneva vere e proprie domande, ma piuttosto una serie di "asserzioni" il cui scopo generale è "implicare un non meglio specificato movente sinistro". Gli Stati Uniti hanno anche risposto alle accuse specifiche della Russia come segue:
- I laboratori in Ucraina sono stati istituiti su base legale, secondo la BWC, che incoraggia la ricerca cooperativa tra gli Stati firmatari nell'area di nuove potenziali minacce, come le malattie zoonotiche. Gli Stati Uniti hanno sottolineato che dal 1992 conducono una ricerca cooperativa insieme alla stessa Russia da 21 anni esattamente allo stesso modo dell'Ucraina e di altri paesi. Questo programma di ricerca cooperativo USA-Russia è stato interrotto dalla Russia nel 2005.
- La Russia ha accennato al fatto che l'Ucraina abbia impropriamente "inviato tutti i ceppi e i dati della sorveglianza delle malattie" agli Stati Uniti. Gli Stati Uniti hanno affermato che si trattava di una caratterizzazione errata, poiché il trasferimento di campioni è una parte tipica di qualsiasi cooperazione scientifica in qualsiasi area. Lo scambio di campioni è stato volontario e applicato a campioni esplicitamente richiesti dagli Stati Uniti per scopi di ricerca, piuttosto che un ordine generalizzato di trasferimento di tutti i risultati come suggerito dalla Russia.
- Gli Stati Uniti affermano inoltre che i documenti pubblicati dalla Russia fossero "virtualmente illeggibili". Le richieste statunitensi di fornire copie leggibili sono state ignorate e successivamente utilizzate dalla Russia per affermare che "gli Stati Uniti non hanno fornito risposte" ai loro documenti legittimi.
- La Russia ha accusato l'Ucraina e gli Stati Uniti di aver stipulato l'accordo di cooperazione in "segreto", mentre la stessa Russia ha fatto affidamento su informazioni pubblicate apertamente dall'Ucraina e dai siti web di ricerca statunitensi. Il programma di ricerca congiunto ha anche portato a dozzine di articoli scientifici che rimangono apertamente disponibili su riviste scientifiche e ulteriormente riassunti nei rapporti ufficiali di BWC.
- La Russia ha affermato che l'elenco di agenti patogeni specifici studiato presso l'Istituto scientifico anti-peste Mečnikov di Odessa, in Ucraina, "non è in accordo con gli attuali problemi di salute dell'Ucraina". Gli Stati Uniti hanno risposto che questa affermazione rivela l'ignoranza riguardo alla portata degli attuali problemi sanitari dell'Ucraina (ad esempio, i casi di antrace e colera sono endemici in Ucraina e un'altra enorme epidemia di quest'ultimo "potrebbe verificarsi a seguito della guerra intrapresa dalla Federazione Russa" ).[19]

### Teorie della cospirazione online
Nel marzo 2022, CNN, France 24 e Foreign Policy hanno riferito che i promotori di QAnon facevano eco alla disinformazione russa che creava teorie del complotto sui laboratori finanziati dagli Stati Uniti in Ucraina. I media statali russi hanno affermato falsamente che i "biolaboratori segreti statunitensi" stavano creando armi, un'affermazione confutata da Stati Uniti, Ucraina e Nazioni Unite. In realtà, nel 2005 il Ministero della Salute ucraino e il Dipartimento della Difesa degli Stati Uniti hanno firmato un accordo per prevenire la diffusione di tecnologie e agenti patogeni che potrebbero essere utilizzati nello sviluppo di armi biologiche. Sono stati istituiti nuovi laboratori per proteggere e smantellare i resti del programma di armi biologiche sovietiche e da allora sono stati utilizzati per monitorare e prevenire nuove epidemie. I laboratori sono elencati pubblicamente, non segreti, e sono di proprietà e gestiti da paesi ospitanti come l'Ucraina, non dagli Stati Uniti. I laboratori di riduzione delle minacce di proprietà ucraina, elencati dall'ambasciata degli Stati Uniti, inviano anche accademici a conferenze scientifiche internazionali che pubblicizzano il loro lavoro. Nell'interpretazione della teoria del complotto, i seguaci di QAnon hanno affermato di giustificare l'invasione dell'Ucraina come uno sforzo di Putin e Trump per distruggere i laboratori "militari" in Ucraina. InfoWars ha anche sostenuto la teoria del complotto, titolando: "Attacchi russi contro i laboratori biologici gestiti dagli Stati Uniti in Ucraina?".
Zignal Labs ha valutato che gli influencer di lingua inglese avevano inizialmente elaborato il punto di discussione, che è stato successivamente diffuso dalla propaganda russa, con post in lingua russa sui "biolab" che sono aumentati dopo il 6 marzo per superare i post in lingua inglese sull'argomento.  Secondo la società di sicurezza informatica e intelligence sulle minacce Pyrra Technologies, la prima menzione di biolab in Ucraina è stato un post del 14 febbraio sul social network di estrema destra alt-tech Gab, dieci giorni prima dell'inizio dell'invasione.
Il Centro per il monitoraggio, l'analisi e la strategia (CeMAS) ha scoperto che un canale Telegram tedesco con oltre 200.000 abbonati stava promuovendo false affermazioni secondo cui gli Stati Uniti possedessero un laboratorio biologico segreto in Ucraina. Il cofondatore del CeMAS Jan Rathje ha dichiarato: "Tutti questi nuovi attori [online] che sono diventati influenti durante la pandemia sono passati a una posizione filo-russa. Si concentrano sempre su una grande cospirazione in corso dall'élite contro il popolo. Le persone stanno soffrendo in Ucraina. E non lo negherebbero. Ma loro dicevano: 'Sì, ma questo fa parte della più ampia e disumana cospirazione in atto.'"

## Diffusione della teoria del complotto e reazioni
Secondo il giornalista Justin Ling, il mito delle armi biologiche ucraine si è diffuso "da un canale QAnon marginale direttamente a Fox News e Donald Trump Jr." Il commentatore di Fox News Tucker Carlson ha affermato che gli Stati Uniti stavano "finanziando la creazione di agenti patogeni mortali" e ha trasmesso dichiarazioni dei portavoce del governo russo e cinese che accusano Washington di gestire un programma di armi biologiche in Europa. Tucker Carlson ha continuato la storia in diversi episodi, incluso un episodio con Glenn Greenwald il 10 marzo 2022.
Quel mese, come riportato da Mother Jones, il Cremlino ha inviato un promemoria ai media favorevoli allo stato affermando che era "essenziale" utilizzare i videoclip di Carlson "il più possibile". Mother Jones ha inoltre osservato che Carlson è stato l'unico esperto di media occidentali che il Cremlino ha adottato in questo modo.
Newsweek ha riferito che l'ex rappresentante degli Stati Uniti dalle Hawaii, Tulsi Gabbard, è stato etichettato come una "risorsa russa" dai critici per aver sposato l'idea che "laboratori biologici finanziati dagli Stati Uniti" in Ucraina stiano conducendo ricerche su "agenti patogeni mortali". Anche se Gabbard "non ha ripetuto le affermazioni dell'Ucraina che sviluppa armi biologiche con il sostegno militare degli Stati Uniti... un certo numero di persone ha criticato il tweet di Gabbard sembrando un'eco di falsità spacciate dalla Russia", assieme a critici tra cui il rappresentante repubblicano dell'Illinois Adam Kinzinger e Mitt Romney. Tulsi Gabbard è apparso anche su Fox News per discutere le affermazioni con Tucker Carlson, e le clip di questi sono state trasmesse dalla televisione di stato russa. Gabbard in seguito ha chiarito i commenti dicendo che non crede che ci siano armi biologiche in Ucraina, ma ha affermato che i laboratori che presumibilmente ricercano agenti patogeni in una zona di guerra attiva potrebbero essere danneggiati dalla Russia.
Un set di dati della Brookings Institution ha monitorato come un gruppo di podcast politici di destra stesse promuovendo il mito dei "laboratori di armi biologiche ucraine" tra l'8 e il 18 marzo, con i più prolifici Steve Bannon e Charlie Kirk, che hanno sostenuto la narrazione in cinque episodi ciascuno. Le precedenti teorie del complotto sul COVID-19 sono state spesso rimaneggiate, con Anthony Fauci menzionato più di 50 volte, tra varie accuse prive di fondamento. Secondo Brookings, il podcasting è servito a propagare la disinformazione potenzialmente più velocemente dei media "sociali", perché non esiste un "meccanismo integrato" per gli ascoltatori di respingere affermazioni o verifiche dei fatti.
Uno studio del Center for Countering Digital Hate ha rilevato che Facebook non è riuscito a etichettare l'80% dei post che condividono articoli esterni che diffondono la teoria del complotto come falsi o fuorvianti. I post utilizzati nello studio erano datati dal 24 febbraio al 14 marzo. Un portavoce di Facebook ha affermato che lo studio "rappresenta in modo errato la portata dei nostri sforzi".
In una riunione del Congresso degli Stati Uniti, la portavoce del Dipartimento di Stato Victoria Nuland, in risposta a una domanda del senatore Marco Rubio, ha spiegato che i laboratori di ricerca biologica operavano effettivamente in Ucraina e che gli Stati Uniti erano estremamente preoccupati per la possibilità che questi centri venissero catturati dalle truppe russe. Secondo la Nuland, le accuse della Russia secondo cui l'Ucraina potrebbe usare armi biologiche è uno stratagemma, che consiste nell'accusare l'avversario di ciò che intende fare egli stesso. Il discorso della Nuland ha ricevuto un'ampia risposta, dagli americani di estrema destra e dai seguaci di Trump lo hanno considerato un riconoscimento de facto della presenza di sviluppi segreti basati su laboratori ucraini, sebbene le parole di Nuland non lo contenessero .
Il 24 marzo 2022 è stato pubblicato un articolo sul portale Stephen Bannon in cui gli autori affermavano che il figlio di Joe Biden, Hunter, è direttamente correlato al finanziamento di laboratori di armi biologiche in Ucraina.

## Connessione a precedenti teorie del complotto
Lo scienziato politico e studioso di spionaggio Thomas Rid suggerisce che questo potrebbe essere un caso in cui il Cremlino "accusa l'altra parte della cosa che sta effettivamente facendo" sulla base di un precedente storico (accusa in uno specchio).  Negli anni '80, quando i sovietici dispiegarono armi chimiche in Laos e in Afghanistan, la stampa allineata ai sovietici pubblicò disinformazione sostenendo che la CIA stesse armando le zanzare. Anche i falsi rapporti sovietici che incolpavano gli Stati Uniti dell'HIV/AIDS, comunemente chiamati Operazione INFEKTION, miravano a distrarre dalle attività sovietiche contemporanee. Inoltre, Thomas Rid ha affermato che l'adozione da parte della destra della teoria del complotto sulle armi biologiche ucraine potrebbe essere influenzata dalla teoria della fuga dal laboratorio del COVID-19 .
Il Cremlino ha una storia di fomentare teorie del complotto sui normali laboratori di biologia nelle ex repubbliche sovietiche, avendo precedentemente diffuso propaganda su Georgia e Kazakistan simile alle recenti accuse mosse contro l'Ucraina. Ad esempio, il Cremlino ha mosso false accuse contro la struttura sanitaria pubblica, il Lugar Research Center in Georgia, poiché il centro di ricerca lavorava alla lotta contro la pandemia di COVID-19. I laboratori sono stati ampiamente osservati da partenariati internazionali sin dalla Nunn-Lugar Cooperative Threat Reduction, istituita per contenere ed eliminare le armi di distruzione di massa (nucleari, chimiche e biologiche) lasciate nell'ex Unione Sovietica. Quando questa riduzione della minaccia fu completata, le strutture di ricerca, di proprietà dei nuovi paesi indipendenti, iniziarono il compito di ricerca sulla salute pubblica, incluso il monitoraggio e la prevenzione di nuove epidemie. Il Dipartimento della Difesa fornisce "supporto tecnico al Ministero della Salute ucraino dal 2005 per migliorare i laboratori di sanità pubblica" come parte di una continuazione degli accordi internazionali per ridurre le minacce biologiche, ma non controlla né fornisce personale alle strutture sanitarie pubbliche.
Robert Mackey, uno scrittore per The Intercept, ha notato somiglianze condivise dalla teoria del complotto con le affermazioni false e inventate fatte dagli Stati Uniti sul programma di armi di distruzione di massa dell'Iraq nel periodo precedente alla guerra in Iraq. Ha affermato che, mentre i funzionari russi citavano regolarmente questo come motivo per respingere le critiche contro la loro condotta in Ucraina, tuttavia hanno fatto eco alla disonestà dell'amministrazione Bush ogni volta che hanno presentato come fatti false affermazioni sulle armi biologiche ucraine, dicendo: